# Аменмес
Аменмес (Аменмесес или Аменмосе) је био пети по реду владар из Деветнаесте династије старог Египта. Највероватније је био син Мернептаха и краљице Такхат. Неки египтолози га сматрају једним од бројних синова Рамзеса II. Врло мало се зна о овом краљу, који је Египтом владао само три до четири године. Разни египтолози његову владавину датирају у период 1202. п. н. е.—1199. п. н. е. или 1203. п. н. е.—1200. п. н. е. док други наводе 1200. п. н. е. као датум доласка на власт.

## Име
Аменмес на старогеипатском значи значи рођен или створен налик на Амона. Понекад се његово име може наћи и са епитетом Heqa-waset, што значи Владар Тебе.
Краљевско име му је било Менмире Сетепенре, што би значило Вечан као Ра, изабран од Ра.

## Владавина
Аменмеса већина египтолога сматра узорпатором који је после Мернептахове смрти преотео престо од законитог наследника Сетија II или је користећи несмотреност фараона устанком освојио власт у Теби. Ипак после неколико година Сети II је успео доћи на власт, односно повратити контролу над Горњим Египтом, и тада су мање-више све Аменмесове слике или статуе уништене. Постоје неке теорије да је Аменмес био историјска личност која је дала подлогу за библијски лик Мојсија.